# 黃聖期
黃聖期（1584年—1615年），字逢一，號濟石，廣東廣州府番禺縣民籍順德縣人，明朝官員。

## 生平
癸卯廣東鄉試第十一名舉人，萬曆三十八年（1610年）庚戌科會試六十二名，第二甲第十七名進士。吏部觀政，次年授戶部雲南司主事，監督舊太倉。萬曆四十一年（1613年）養病，萬曆四十三年（1615年）卒。

## 家族
曾祖黃球；祖黃昌，鄉飲賓；父黃維貴，壬午亞魁、樂清知縣；母李氏。嚴侍下。兄聖載；聖端，弟聖年（戊午舉人）；聖際；聖時。子可達；可逵。